# Rio Gamka
Rio Gamka é um rio da província do Cabo Ocidental, na África do Sul.